# Marina Pautaran
Marina Pautaran (belarús: Марына Віктараўна Літвінчук)  (Sotničy i Babuničy, 12 de març de 1988), també coneguda com a Marina Litvintxuk, en belarús, Марына Літвінчук, és una esportista belarussa que competeix en piragüisme en la modalitat d'aigües tranquil·les. Està casada amb el piragüista Artur Litvinchuk.
Va participar en dos Jocs Olímpics d'Estiu, Londres 2012 i Rio de Janeiro 2016, obtenint en cada edició una medalla de bronze en la prova de K4 500 m. Als Jocs Europeus de Bakú 2015 va aconseguir dues medalles d'or, en les proves de K2 200 m i K1 5000 m.
Va guanyar 11 medalles al Campionat Mundial de Piragüisme entre els anys 2010 i 2015, i 16 medalles al Campionat Europeu de Piragüisme entre els anys 2010 i 2016.

## Palmarès internacional
| Jocs Olímpics     | Jocs Olímpics            | Jocs Olímpics | Jocs Olímpics |
| Any               | Lloc                     | Medalla       | Competició    |
| ----------------- | ------------------------ | ------------- | ------------- |
| 2012              | Londres ( Regne Unit)    | 3             | K4 500 m      |
| 2016              | Rio de Janeiro ( Brasil) | 3             | K4 500 m      |
| Campionat Mundial |                          |               |               |
| Any               | Lloc                     | Medalla       | Competició    |
| 2010              | Poznań ( Polònia)        | 2             | K1 5000 m     |
| 2011              | Szeged ( Hongria)        | 3             | K1 5000 m     |
| 2011              | Szeged ( Hongria)        | 3             | K4 500 m      |
| 2013              | Duisburg ( Alemanya)     | 3             | K4 500 m      |
| 2014              | Moscou ( Rússia)         | 2             | K1 5000 m     |
| 2014              | Moscou ( Rússia)         | 3             | K2 200 m      |
| 2014              | Moscou ( Rússia)         | 3             | K4 500 m      |
| 2014              | Moscou ( Rússia)         | 3             | K1 4x200 m    |
| 2015              | Milà ( Itàlia)           | 1             | K2 200 m      |
| 2015              | Milà ( Itàlia)           | 1             | K4 500 m      |
| 2015              | Milà ( Itàlia)           | 1             | K1 5000 m     |
| Jocs Europeus     |                          |               |               |
| Any               | Lloc                     | Medalla       | Competició    |
| 2015              | Bakú ( Azerbaidjan)      | 1             | K2 200 m      |
| 2015              | Bakú ( Azerbaidjan)      | 1             | K1 5000 m     |
| Campionat Europeu |                          |               |               |
| Any               | Lloc                     | Medalla       | Competició    |
| 2010              | Corvera ( Espanya)       | 3             | K1 5000 m     |
| 2011              | Belgrad ( Sèrbia)        | 1             | K1 5000 m     |
| 2011              | Belgrad ( Sèrbia)        | 1             | K4 500 m      |
| 2011              | Belgrad ( Sèrbia)        | 3             | K2 200 m      |
| 2012              | Zagreb ( Croàcia)        | 2             | K2 200 m      |
| 2012              | Zagreb ( Croàcia)        | 2             | K2 500 m      |
| 2012              | Zagreb ( Croàcia)        | 2             | K4 500 m      |
| 2014              | Brandenburg ( Alemanya)  | 1             | K2 200 m      |
| 2014              | Brandenburg ( Alemanya)  | 2             | K1 5000 m     |
| 2015              | Račice ( Txèquia)        | 1             | K2 200 m      |
| 2015              | Račice ( Txèquia)        | 1             | K4 500 m      |
| 2015              | Račice ( Txèquia)        | 1             | K1 5000 m     |
| 2016              | Moscou ( Rússia)         | 1             | K1 5000 m     |
| 2016              | Moscou ( Rússia)         | 2             | K4 500 m      |
| 2016              | Moscou ( Rússia)         | 3             | K2 200 m      |
| 2016              | Moscou ( Rússia)         | 3             | K2 500 m      |